# البحر الكلتي
البحر الكلتي هو منطقة من المحيط الأطلسي الواقعة جنوب الساحل الأيرلندي والتي يحدها من الشرق قناة سان جورج، ويحدها من جوانب أخرى قناة بريستول، بحر المانش، وخليج بسكاي، بالإضافة إلى الأجزاء المتاخمة لويلز وكورنوال وديفون وبيرتاني.

## أعلام
- أوزموند إنغرام